# Neil Carroll
Neil Adam Carroll (sinh ngày 21 tháng 9 năm 1988) là một cầu thủ bóng đá người Anh với Caernarfon Town.
Carroll gia nhập Chester City khi còn trẻ, và có được hợp đồng chuyên nghiệp. Anh có màn ra mắt tại Football League cho Chester trong chiến thắng 2–1 trước Macclesfield Town ngày 29 tháng 9 năm 2007, đá chính ở vị trí tiền vệ.  Anh được cho mượn đến Leigh RMI dưới thời của Steve Bleasdale năm 2008 và được Chester giải phóng cuối mùa giải.
Anh gia nhập Caernarfon Town vào tháng 7 năm 2008.